# Sparganium subglobosum
Sparganium subglobosum là một loài thực vật có hoa trong họ Typhaceae. Loài này được Morong miêu tả khoa học đầu tiên năm 1888.